# 轮回
輪迴（梵語、巴利語：संसार，羅馬化：Saṃsāra，意指“世界”），是關於“所有生命、物質及存在物的循環性”的概念，這是大多數印度宗教所使用的重要概念 ，輪迴一詞的意思是“漫無目的地漂流、流浪或世俗存在的循環”。
輪迴論是一個玄秘學理論，其認為生命會以不同的面貌和形式，不斷經歷生與死。在東方有印度教、佛教、耆那教等眾多宗教認可這個理論，在歐洲有關於希臘的輪迴論的哲學理論流傳，這些理論的認可者包括畢達哥拉斯及柏拉圖，德魯伊教及海地伏都教也相信輪迴存在；作为一种宗教体验，輪迴被认为是世界的另一种真实面貌（感官所認識世界的延伸）。
輪迴論與許多達摩宗教（如婆羅門教、佛教、耆那教、印度教等）所認可的業力論聯繫在一起，「脱離輪迴」這個行為被稱為解脫，它一直是擁有印度文化背景的、重視傳統靈性的人希望達成的目標，也是他們之間的分歧的核心之一。

## 名詞解釋
輪迴（Saṃsāra）概念起源於後吠陀文學，與投胎、轉世基本上同義，它是與業力有關的循環；《吠陀經》本身並未討論該理論 。在早期的奧義書中，它已經被發展出來，但沒有對其機制細節的詳細描述。直至大約公元前10世紀中葉，在佛教和耆那教等宗教及與印度教的相關哲學理論有關的各個學派的思想中才可以找到對輪迴的闡述。 

## 各個宗教的觀點

### 異教

#### 希臘本土宗教
希臘教相信凡人在去世後便會到達黑地斯，按照不同的審判結果，他們會被送往塔爾塔羅斯、水仙平原或歸靜樂土。有説法聲稱在水仙平原流浪的亡者有機會在日後轉生為其他生靈，而居住在歸靜樂土的亡者也可以選擇投生為其他生靈。

#### 希腊秘密宗教
俄耳甫斯教認可輪迴論，而且對其有獨到的見解。

#### 海地民間宗教
海地伏都教相信凡人在經歷一定次數的生死之後 便會永遠死去。與海地伏都教有關的一句名言是：「人出生是為了死亡。」

### 亞伯拉罕諸教

#### 基督敎
基督教典籍《舊約聖經》的內容模糊描述了復活的情況，在早期的歷史上偶有後來被正統敎會判定為異端份子的神學家表示他們認可輪迴論，但大公敎會認為《新約聖經》記載了不同的觀點，因為基於《新約聖經》所記載的各種教誨，世人皆只需要一次受洗就能得救，所以如果輪迴真的存在，在這種情況下就難以解釋了，可以説是有理據上的矛盾。
有更正教神職人員聲稱 關於輪迴的觀點既不符合基督教教義。然而，有人認為這種矛盾的成分很小，也因為聖典沒有提及輪迴這些概念，僅能靠推測得知，所以輪迴是否存在這個問題仍有一些爭議性。但能肯定的是，由於一旦得救則將進入天國以獲享永生，因此先前關於輪迴是否存在一事的爭論就變得不那麼重要了。
有更正教神職人員否認有輪迴，其聲稱 基督教沒有關於輪迴的觀念，而且關於輪迴的觀念與在民間流行的關於来世的觀念之間有不一致的地方，其聲稱 陰間、地獄、樂園和其他宗教所談及的一些来世（如天堂或極樂世界）都是存在的，但它們全都是由上主所主宰的，而且它們只是人們去世後的居處和等待審判日到來的地方，基督徒去世之後，不會居住在那𥚃，而是會居住在耶穌基督為他們所預備的地方。
一般來説，主流基督敎並不認同其他部份宗教所提出的輪迴存在這一説法的正確性，故認為不用賠抵怨親債主的相關業報，儘管如此，不過不代表可以行為不檢，因為在世間的所作所為仍然是很重要的。大多數基督敎徒認為惟一真神是三位一體的，即聖父、聖子、聖神的型態向世人勸導，基督敎徒相信人一生終有一個造創天地万物的惟一真神預定命運。他們亦相信去世者在死後獲享永生或者喪亡之前，必須通過上主對此人在品格上的審判，才可以進入天國。一些説法聲稱一般人的魂神會留留冥界一段時間，而罪大惡極的人的魂神將會在地獄中受盡折磨。
更正教認為 不用做功德，義與不義的分別在於是否有着對於基督的信仰，是為因信稱義論。天主教認為 除了保持信仰，也該行善，行善與得救有關，其認為天主所賜的恩典與凡人通過自由意志所作的回應互相配合才能發揮作用，即神人合力論。東正教也十分強調行為的重要性。 
有説法聲稱 在中世紀時期，羅馬敎會宣稱世人必須不斷把金錢奉獻給羅馬敎皇以補償前生所犯下的罪過，但這一説法與主流觀點相矛盾，後者認為沒有證據顯示基督舊敎曾經散播相關觀念。 
基督教認為當人們真心接受對於天主子的信仰，並且相信 他在十字架上擔當了人所犯下的罪過，因而受死並復活， 就有可能會得享永生。有説法聲稱不崇信基督的人在死後，其靈魂會被存放至海地斯或海底。基督教認為在「最後的審判」開始時，審判者會依照《生命冊》的內容，把名字不被記載於冊上者丟到火湖中。 
有天主教神職人員表示天主教不認為輪迴存在，但聲稱 可以透過向相信輪迴存在的人宣揚救恩論來使他們接受耶穌基督為會拯救他們的救主，令他們認為沒有輪迴轉世這種需要。 

#### 猶太教
猶太教的前身古猶太教可能有關於投生為其他生靈一説的觀念。
由於猶太教聖典《希伯來聖經》所記載的關於來生的説法頗為模糊，因此信奉猶太教的神學家對此問題有不同的説法，輪迴論是其中一個受到不少信奉者所認可的理論。然而，基督教沒有接受相關説法，這些説法也不是猶太教主流教義的一部份。

#### 雅茲迪教
輪迴論是雅茲迪教基礎教義的一部份。

### 東亞本土宗教

#### 儒教
儒教的前身古儒教相信凡人在去世之後，其魂魄便會永遠居住在黃泉中。儒教沒有具體的来世觀，其強調今生的重要性，但儒教不完全否認已經去世者能夠重生。

#### 道教
道教的前身古道教沒有關於輪迴的思想观念，古道教及中夏教等古老宗教相信凡人在去世之後，其神魄便會永遠存活在陰府中，故此古道教認為凢人應該努力地嘗試去成為仙人以達到長生不死的境界。道教繼承了相關觀念，其传统教义讲求“长生不老”，道教認為達到這個境界的凢人能夠使自己在不會衰老的情況下擁有非常漫長的壽命直到此人去世，至於已經達到長生不死的境界的仙人在壽終之時會昇上靝庭以永遠享福。
然而，在小乘佛教傳入中華之後，道教教義開始受到其教義的影響。自道教教內的全真道吸收漢傳佛教教內的禪宗思想以来，道教也产生了類似於佛敎所認可的轮迴論的观念，千年以來 道教教內的絶大部份教派都接受輪迴論，并且对中国民间宗教產生影响至今，例如古時的善书《文昌帝君阴骘文》记载了文昌帝君神通过扶乩讲述自己从秦朝到宋朝时转生为何人、有何作为等等。
道教相信諸天仙眞已經達到永生不老的境界，自然不用擔心將來必定會再入輪迴。雖然如此, 但是道教典籍《太平經》宣稱如果仙臣犯錯，可能會被天君貶下凡間。有説法聲稱處於仙道的生靈並非已經完全出離世間，相反, 祂們仍然受縛於世間法。

#### 神道教
神道教相信凡人去世之後便會到達黃泉國並等待投胎。

### 南亞本土宗教

#### 印度教
印度教的前身婆羅門教所認可的輪迴論起於梵書編寫時期，成熟於奧義書編寫時期，輪迴一詞是流轉之意。不少奥義書宣稱轮迴包摄三道，即天道、祖道、兽道。輪迴論是婆罗门教主要教义的一部份，後來佛教將三道扩展为五道或六道，印度教也發展了這個理論。

#### 耆那教
耆那教相信眾生的命我是不朽的，眾生將會不斷經歷生死，直到他們覺悟並成為帕拉梅斯蒂（英語：Parameṣṭhi）。帕拉梅斯蒂分為三類，分別是阿𥚃漢特、底里坦迦羅及悉陀。一些佛敎徒聲稱帕拉梅斯蒂是居住在無色界天的外道或已經達到類似的境界但仍未真正地覺悟的智者。

#### 佛教
佛教認為輪迴是一个过程，死亡之後䰟神（可能是有分心或第八識等等，信奉不同宗教的佛學家對於這個問題的看法都不一樣）会离开所屬普羅的肉軀，经过一些事情（南傳佛教認為此普羅的魂神會直接轉生為另一個普羅，北傳佛教教內則流行此普羅的魂神轉變成中陰身這一理論）後才进入胎中，成為另一个刚刚出現的普羅，该普羅可能會是凡人，也可能會是畜生、餓鬼、天眾等等，居住在天庭的天眾的壽命雖然很長，但是終有一天仍會去世。佛敎認為除了已经了脱生死的阿離耶（如阿罗汉、大菩萨、辟支佛及佛陀）之外，一切众生都不能不受轮迴的束縛。佛敎的一些信奉者聲稱就算是已經達到永生不老的境界的提婆、世仙、素羅、神仙及神様等多個種類的神靈，也仍然身處於輪迴之中，就連近乎法力無邊的薄伽梵也無力阻止有輪轉動。
在大乘佛教教義中，轮迴的范围共有六大类，大乘佛教称之為六道（有些説法聲稱為五道，把阿修羅併入其他道，這些説法來自更早出現的部派佛教），在每一类别中的福报享尽或罪报受完，便是一期生死的终结，也是另一次生死的开始。大乘佛教認為轮回实际上是上下沈浮的生死流转，如此在六道之中，生来死去，死去生来，便是所谓轮回生死，众生从无始以来，因為不明瞭無常、實相，而煩惱未能斷盡，所以輾轉于六道中循环往复，是為“六道輪迴”，至少要修成阿羅漢，乃至成為佛陀，否则无有脱出之期。要達到這個境界，必須完全消除我執及無明等等。大乘佛教教典《楞嚴經》宣稱在六道之外尚有仙道，共計七道，並且宣稱身處於仙道的生靈可以被分為十種，祂們都是神通廣大的生靈，但不論是哪一種，由於祂們非常執着於對身心的修養，因而錯誤地運用心識來修煉，因此祂們不能夠像佛佗那樣成功脱離輪迴，故此終有一天祂們在享盡仙福之後 仍會散入六道之中。
有一種常見的説法聲稱大乘佛教認為成佛就是到達剎土永遠享福，但其實這不符合大乘佛教教義，漢傳佛教教內的淨土宗認為剎土是由佛陀所化現出來的，為的是提供一個適合的地方讓佛弟子在那裡修行，故此剎土不是修行的終極目的地。大乘佛教認為剎土也有散盡之日，居住在剎土的生靈雖然有近乎無盡的壽命，但是仍然無法永遠保持這種狀態，當他們長得驚人的壽命結束時，這種狀態便會消失，故此他們必須致力修行以證得佛果。大乘佛教認為連身處於剎土的佛陀也會有入滅之日，只有湼槃才是終極歸宿。
值得注意的是，由於大乘佛教認可無我論，因此它不認為眾生有獨立自存的元神。雖然一般認為識神（常被稱為「識」）是輪迴的主體，但是初期佛教並不把它等同於通俗意義上的靈魂。關於輪迴的主體的問題是數千年以來 很多佛學家之間爭論不休的話題。早期佛教認為香陰是進入胎中以形成普羅的事物，北傳佛教把它等同於中陰，它是構成非實有的即蘊我在投胎之前流浪於世上的其中一個要素 中蘊 ，但北傳佛教否認中有身是常住不變的離蘊我，而聲稱中有是作為十二因緣之一的有支，南傳佛教則認為把上一輩子與這一輩子聯繫起來的事物是識流 而非某個無形的靈魄。

### 其他宗教
伊斯兰教教內奉行神秘主义的部份不太正統的教派認可转世論，但其關於转世的观念没有形成类似于印度本土宗教所認可的轮迴論的複雜思想。源自於诺斯替教的摩尼教則吸收了佛敎 部份關於輪迴的教義。
成形於中世紀時期的卡巴拉教等不少秘傳宗教有關於輪迴的觀念。出現於文藝復興時期的密傳基督教等一些密傳宗教可能也有類似的觀念。

## 各個學派的觀點

### 起源於希臘的哲學思想

#### 舊柏拉圖主義
著名哲學家柏拉圖認可輪迴論。在柏拉圖所寫的《斐多》一書中，其師父蘇格拉底談及了靈魂的不朽性，他説：“靈魂不接受死亡嗎？”又説：“所以靈魂是不死的。”

## 研究紀實

### 聲稱輪迴存在的説法
- 美国医学博士、弗吉尼亚大学医学院精神病学教授伊恩·斯蒂文森调查了世界各地2500多个声称记得前世的孩子，出版了四卷本研究轮回案例的专著及《轮回与生物学》（《Reincarnation and Biology》）等著作。他研究的结论是：轮回确实存在，人在2-5岁左右能够回忆起前世，在5岁以后就会逐渐忘记；前世身体所受的伤害可能是胎记或先天缺陷的病因，人的喜好、行为特征以及恐惧症等都可能来源于前世[46]。

#### 對於上述説法的質疑
- 荷蘭一份研究，找出13位有前世記憶及另外13位没有前世記憶的志願者進行科學試驗調查，两组志愿者接受的教育程度相当，年龄和人生经历都比较相似，其發現有前世記憶的印象的志愿者比一般人更容易產生錯誤記憶及虛構記憶，而且異常相信自己事實上是錯誤的記憶及判断是正确的[47]。

### 相關研究
- 曾任耶鲁大学精神科主治医师的布莱恩·魏斯博士所著《前世今生》（英文版书名《Many Lives, Many Masters》[48]）、《Same Soul, Many Bodies》[49]、《Through Time Into Healing》[50]等著作，记录了他执业生涯中的大量轮回案例。

- 美國收費電視探索頻道（Discovery Channel）摄制了关于探索轮回的纪录片《前生往世》（PAST LIVES）[51]。

- 英国广播公司（BBC）的“学习”节目（BBC Learning）摄制了关于探索轮回的纪录片《往世》（Previous Lives）[52]。